# 용설란속
용설란속(龍舌蘭屬, Agave)은 외떡잎식물의 속이다. 여러해살이에 속하며 큰 로제트를 형성한다. 일반적으로 꽃을 피우기까지 수십 년이 걸리는 일이 잦고, 이렇게 성장이 지나치게 지연되어 100년에 한 차례 꽃이 피는 것으로 오인되어 일부 종들은 센추리 플랜트(century plant, 세기의 식물)라는 별명을 가진다.
APG III 분류 체계에 따르면 이 속은 비짜루과(아스파라거스과)의 용설란아과에 속한다. 일부 저자들은 이 속을 용설란과에 두는 것을 선호한다. 전통적으로는 약 166개의 종으로 이루어져 있다고 기술하고 있지만, 현재는 일반적으로 약 208개의 종을 보유하고 있는 것으로 이해된다.

## 화학
플라보노이드, 호모이소플라보노이드, 페놀산 등을 포함한 페놀 화합물을 일부 용설란속의 종들에서 볼 수 있다.

## 같이 보기
- 용설란